# Acanthoplus discoidalis
Acanthoplus discoidalis е вид насекомо от семейство Дървесни скакалци (Tettigoniidae).

## Разпространение
Видът е разпространен в части от Ангола, Намибия, Ботсвана, Зимбабве и Южна Африка.